# Julia
Julia (lateinisch Iulia) ist ein weiblicher Vorname.

## Herkunft und Bedeutung
→ Hauptartikel: Julius
Julia ist die weibliche Variante des Namens Julius.

## Verbreitung
In der Antike wurde der Name Julia häufig vergeben. Auch in Röm 16,15  findet der Name in einer Grußliste Erwähnung. Mehrere Heilige und Märtyrer trugen diesen Namen. William Shakespeare verwendete ihn in seiner Komödie „Zwei Herren aus Verona“. Erst seit dem 18. Jahrhundert ist der Name im englischsprachigen Raum als Vorname verbreitet.
Vor 1970 wurde der Name in Deutschland nur sehr selten vergeben. Seit 1970 zählt er zu den beliebtesten Vornamen Deutschlands. Insbesondere in den 1980er Jahren erfreute er sich großer Beliebtheit und belegte mehrfach den ersten Rang der Vornamenscharts. Im Jahr 2021 stand Julia auf Rang 59 der beliebtesten Mädchennamen in Deutschland.

## Varianten
- Belarussisch: Юлія (Julija), Ульяна (Ulyjana)
- Bulgarisch: Юлия (Julija), Юлиана (Juliana)
- Dänisch: Julie
- Deutsch: Julie, Juliane, Jule
  - Diminutiv: Juli, Lia
- Englisch: Gillian, Jillian, Juliana, Julianna, Julianne, Gill, Jill, Julie, Juliet
  - Irisch: Iúlie
  - Diminutiv: Jools, Jules
- Französisch: Julie, Juliette, Juliane, Julienne
  - Korsisch: Ghjulia
- Historisch: Julitta
- Italienisch: Giulia, Giulietta, Giuliana
  - Latein: Iulia
- Kroatisch: Julija, Julijana
- Lettisch: Jūlija, Juliāna
- Litauisch: Julija
- Niederländisch: Julie
  - Diminutiv: Juul, Lia, Lieke
- Norwegisch: Julia, Julie
- Polnisch: Julianna, Julia
  - Diminutiv: Julita
- Portugiesisch: Júlia, Juliana, Julieta
  - Galicisch: Xulia, Xiana
- Rumänisch: Iulia
- Russisch: Юлия (Julija), Ульяна (Ulyjana), Юлиана (Juliana)
- Slowakisch: Júlia
- Slowenisch: Julija
- Spanisch: Julia, Juliana
  - Katalanisch: Júlia
  - Lateinamerika: Julissa
- Tschechisch: Julie
- Ukrainisch: Юлія (Julija), Уляна (Uljana)
- Ungarisch: Júlia, Juli, Juliska, Lili, Julianna
- Diminutiv: Julika

Für männliche Varianten: siehe Julius

## Namenstage
Im Martyrologium Romanum der katholischen Kirche aufgeführt:
- 8. April – Julie Billiart (1751–1816), französische Ordensgründerin
- 12. April – Julius I. († 352), Bischof von Rom
- 19. April – Julia († 250), eine Gefährtin des Märtyrers Mappalicus und gemeinsam mit ihm hingerichtet
- 22. Mai – Julia von Korsika († um 440), Märtyrerin aus Karthago
- 29. Mai – Julia Ledóchowska († 1939), als Maria Ursula Ledóchowska, Ordensgründerin der grauen Ursulinen
- 15. Juli – Julia († 303), eine Gefährtin des Märtyrers Catulinus und gemeinsam mit ihm hingerichtet
- 28. September – Julia von Rom († 419 oder 420), als Eustochium Äbtissin in Bethlehem

Weitere katholische Gedenktage:
- 21. Juli – Julia von Troyes († 272), in Troyes enthauptete Märtyrerin
- 16. September – Julia von Oeren († 795), Äbtissin im Kloster Oeren in Trier

## Bekannte Namensträgerinnen (Julia, Iulia)

### Personen der Antike
- Iulia (≈130–68/69 v. Chr.) Tante Caesars und Ehefrau des Marius
- Iulia († nach 40 v. Chr.), Cousine Caesars, Ehefrau des Marcus Antonius Creticus und Mutter des Marcus Antonius
- Iulia, älteste Schwester Caesars
- Iulia (≈101–51 v. Chr.), Schwester Caesars, Ehefrau des Marcus Atius Balbus, Großmutter des Augustus und der Octavia
- Iulia (83/76–54 v. Chr.), Tochter Caesars und Ehefrau des Pompeius
- Iulia (39 v. Chr. – 14 n. Chr.), Tochter des Augustus und Ehefrau Agrippas und des Tiberius
- Iulia (19/18 v. Chr. – 28 n. Chr.), Enkelin des Augustus und Tochter Agrippas
- Iulia (5–43), Tochter des jüngeren Drusus
- Iulia Livilla (18–42), Schwester Caligulas
- Iulia Drusilla (40–41), Tochter Caligulas
- Iulia (64/66–≈88), Tochter des Titus
- Julia Domna († 217), zweite Ehefrau des Septimius Severus
- Julia Maesa († ≈224/25), Großmutter Elagabals
- Julia Soaemias († 222), Tochter Iulia Maesas und Mutter Elagabals
- Julia Mamaea († ≈235), Tochter Iulia Maesas und Mutter des Severus Alexander

### Vorname

#### A
- Julia Rebekka Adler (* 1978), deutsche Bratschistin und Viola-d’amore-Spielerin
- Julia Ann (* 1969), US-amerikanische Pornodarstellerin und Tänzerin
- Julia Axen (1937–2022), deutsche Schlager- und Chansonsängerin

#### B
- Julia Beautx (* 1999), deutsche Werbeproduzentin, Influencerin, Model, Schauspielerin, YouTuberin, Sängerin und Teilnehmerin bei Let’s Dance
- Julia Beck (1853–1935), schwedische Malerin
- Julia Becker (* 1982), deutsche Schauspielerin und Hörspielsprecherin
- Julia Beerhold (* 1965), deutsche Sängerin, Schauspielerin und Politikerin
- Julia Benson (* 1979), kanadische Schauspielerin
- Julia van Bergen (* 1999), niederländische Sängerin
- Julia Bonk (* 1986), deutsche Politikerin (Die Linke)
- Julia Bremermann (* 1967), deutsche Schauspielerin
- Julia Büchler (* 1973), deutsche Fernsehmoderatorin, Radioreporterin und Journalistin
- Julia Buchner (* ≈1992), österreichische Schlagersängerin
- Julia Bulette (1832–1867), US-amerikanische Prostituierte in Virginia City

#### C
- Julia Margaret Cameron (1815–1879), britische Fotografin
- Julia Cencig (* 1972), österreichische Schauspielerin
- Julia Child (1912–2004), US-amerikanische Köchin und Kochbuchautorin
- Julia Culp (1880–1970), niederländische Sängerin (Mezzosopran)

#### D
- Julia Dahmen (* 1978), deutsche Schauspielerin
- Julia Dickhaus (* 1991), deutsche Fußballspielerin
- Julia Dietze (* 1981), deutsche Schauspielerin
- Julia Dingwort-Nusseck (1921–2025), deutsche Wirtschaftsjournalistin
- Julia Doege (* 1978), deutsche Schauspielerin
- Julia Donaldson MBE (* 1948), britische Autorin
- Julia Dujmovits (* 1987), österreichische Snowboarderin

#### E
- Julia Eichinger (* 1992), deutsche Freestyle-Skierin
- Julia Engelmann (* 1992), deutsche Schauspielerin, Poetry-Slammerin, Dichterin und Sängerin

#### F
- Julia Faye (1892–1966), US-amerikanische Filmschauspielerin
- Julia Feininger (1880–1970), deutsch-US-amerikanische Malerin und Publizistin
- Julia Fischer (* 1966), deutsche Schauspielerin, Moderatorin, Sprecherin und Schriftstellerin
- Julia Fischer (* 1983), deutsche Geigerin
- Julia Fischer (* 1984), deutsche Ärztin, Journalistin und Moderatorin (Doc Fischer)
- Julia Franck (* 1970), deutsche Schriftstellerin
- Julia Franzke (* 1983), deutsche Schauspielerin
- Julia Furdea (* 1994), Moderatorin, Model und Miss Austria 2014

#### G
- Julia Gajer (* 1982), deutsche Triathletin, Duathletin und Langstreckenläuferin
- Julia Garner (* 1994), US-amerikanische Schauspielerin
- Julia Gerber Rüegg (* 1957), Schweizer Politikerin (SP) und Gewerkschafterin
- Julia Gillard (* 1961), britisch-australische Politikerin der Australian Labor Party
- Julia Goldani Telles (* 1995), US-amerikanische Schauspielerin und Balletttänzerin
- Julia Goldberg (* 1986), deutsche Schauspielerin
- Julia Görges (* 1988), deutsche Tennisspielerin
- Julia Grant (1826–1902), Ehefrau von Ulysses S. Grant und First Lady der USA (1869–77)
- Julia Anna Grob (* 1997), schweizerisch-deutsche Schauspielerin
- Julia Gschnitzer (1931–2023), österreichische Schauspielerin

#### H
- Julia Willie Hamburg (* 1986), deutsche Politikerin (B’90/Grüne), MdL
- Julia Harting (* 1990), deutsche Leichtathletin
- Julia Hartmann (* 1985), deutsche Schauspielerin
- Julia Hauke (1825–1895), Ahnherrin des Hauses Mountbatten
- Julia von Heinz (* 1976), deutsche Filmregisseurin und Drehbuchautorin
- Julia Herr (* 1992), Verbandsvorsitzende der Sozialistischen Jugend Österreichs
- Julia Hill (Butterfly Hill; * 1974), US-amerikanische Umweltaktivistin
- Julia Hillens, deutsche Sängerin, Songwriterin und Bandleaderin
- Julia Höller (* 1982), deutsche Politikerin (Bündnis 90/Die Grünen)
- Julia Ward Howe (1819–1910), US-amerikanische Dichterin, Schriftstellerin, Abolitionistin und Verfechterin von Frauenrechten
- Julia Hülsmann (* 1968), deutsche Jazzpianistin
- Julia Hummer (* 1980), deutsche Filmschauspielerin und Musikerin

#### I
- Julia Irmen (* 1984), deutsche Kickboxerin

#### J
- Julia Jäger (* 1970), deutsche Schauspielerin
- Julia Jäkel (* 1971), deutsche Managerin
- Julia Jelinek (* 1984), österreichische Schauspielerin
- Julia Jentsch (* 1978), deutsche Schauspielerin
- Julia Jones (* 1961), britische Dirigentin
- Julia Jones (* 1981), US-amerikanische Schauspielerin

#### K
- Julia Kempken (* 1960), Tänzerin, Schauspielerin und Sängerin
- Julia Kissina (* 1966), deutsch-russische Künstlerin und Schriftstellerin
- Julia Kleine (* 1984), deutsche Fernsehjournalistin
- Julia Klöckner (* 1972), deutsche Politikerin (CDU)
- Julia Klotz (* 1980), deutsche Sängerin, Schauspielerin und Musicaldarstellerin
- Julia Koschitz (* 1974), österreichische Schauspielerin
- Julia Krajewski (* 1988), Pferdewirtschaftsmeisterin, Bundestrainerin sowie aktive Vielseitigkeitsreiterin
- Julia Kristeva (* 1941), französische Literaturtheoretikerin, Psychoanalytikerin, Schriftstellerin und Philosophin
- Julia Kykkänen (* 1994), finnische Skispringerin

#### L
- Julia Lacherstorfer (* 1985), österreichische Geigerin, Sängerin, Komponistin und Intendantin
- Julia Laffranque (* 1974), estnische Juristin, Professorin und Richterin beim Europäischen Gerichtshof für Menschenrechte
- Julia Leischik (* 1970), deutsche Redakteurin und Moderatorin
- Julia Leitinger (* 1996), österreichische Biathletin
- Julia E. Lenska (* 1988), deutsche Schauspielerin und Moderatorin
- Julia Lima (* 1981), russische Opernsängerin
- Julia Lindholm (* 1994), schwedische Schlagersängerin
- Julia Löhr (1877–1927), Schwester von Heinrich und Thomas Mann
- Julia Louis-Dreyfus (* 1961), US-amerikanische Schauspielerin, Filmproduzentin, Comedian und Sängerin

#### M
- Julia Mächtig (* 1986), deutsche Leichtathletin
- Julia Magerl (* 2003), österreichische Fußballspielerin
- Julia Mai (1979–2018), deutsche Triathletin
- Julia Malik (* 1976), deutsche Schauspielerin
- Julia Mancuso (* 1984), US-amerikanische Skirennläuferin
- Julia Marcell (* 1982), polnische Sängerin und Pianistin
- Julia Marty (* 1988), Schweizer Eishockeynationalspielerin
- Julia McKenzie CBE (* 1941), britische Schauspielerin, Sängerin und Regisseurin
- Julia Menger (* 1982), deutsche Journalistin, Hörfunk- und Fernsehmoderatorin
- Julia Menz (1901–1944), deutsche Pianistin, Cembalistin und Reiseschriftstellerin
- Julia Mestern (* 1976), deutsche Vielseitigkeitsreiterin
- Julia Meynen (* 1982), deutsche Synchronsprecherin, Synchronregisseurin, Dialogbuchautorin und Sängerin
- Julia Michaels (* 1993), US-amerikanische Popsängerin und Songwriterin
- Julia Migenes (* 1949), US-amerikanische Sängerin
- Julia Mihály (* 1984), deutsch-ungarische Komponistin, Sängerin und Performerin

#### N
- Julia Nachtmann (* 1981), deutsche Film- und Theaterschauspielerin
- Julia Neigel (* 1966), deutsche Sängerin, Songschreiberin und Produzentin
- Julia Nestle (* 1985), deutsche Radiomoderatorin
- Julia Neuberger DBE (* 1950), britische Rabbinerin, Schriftstellerin und Politikerin
- Julia Neuhaus (* 1983), deutsche Volkswirtin und Hochschullehrerin
- Julia Nickson-Soul (* 1958), US-amerikanische Schauspielerin
- Julia Nunes (* 1989), US-amerikanische Singer-Songwriterin
- Julia Nyberg (1785–1854), schwedische Autorin

#### O
- Julia Obermeier (* 1984), deutsche Politikerin (CSU)
- Julia Obst (* 1992), deutsch-brasilianische Schauspielerin
- Julia Ormond (* 1965), britische Schauspielerin
- Julia Ostertag (* 1970), deutsche Filmregisseurin und Filmproduzentin

#### P
- Julia Palmer-Stoll (1984–2005), deutsche Schauspielerin
- Julia Pastrana (1834–1860), Darstellerin in einer Freakshow („Affenfrau“)
- Julia Pfrengle (* 1995), deutsche Eiskunstläuferin
- Julia Philippi (* 1962), deutsche Politikerin (CDU) und Galeristin
- Julia Pierson (* 1959), US-amerikanische Beamtin
- Julia Pink (* 1976), deutsche Pornodarstellerin
- Julia Porath (* 1986), deutsche Radiomoderatorin

#### Q
- Julia Quinn (* 1970), US-amerikanische Autorin

#### R
- Julia Ragnarsson (* 1992), schwedische Schauspielerin
- Julia Rehwald (* 1995), US-amerikanische Schauspielerin
- Julia Richter (* 1970), deutsche Schauspielerin
- Julia Riedler (* 1990), österreichische Schauspielerin und Hörspielsprecherin
- Julia Ritter (* 1998), deutsche Leichtathletin
- Julia Roberts (* 1967), US-amerikanische Schauspielerin
- Julia Röper-Kelmayr (* 1975), österreichische Ärztin und Politikerin (SPÖ)
- Julia Roesler (* 1978), deutsche Regisseurin, Drehbuchautorin und Filmproduzentin

#### S
- Julia Sahin (* 1974), deutsche Boxsportlerin türkischer Abstammung
- Julia Sawalha (* 1968), britische Schauspielerin
- Julia Scharf (* 1981), deutsche Fernsehjournalistin
- Julia Scheib (* 1998), österreichische Skirennläuferin
- Julia Schmidt (* 1973), deutsche Schauspielerin
- Julia Schmitt (* 1969), deutsche Schauspielerin
- Julia Schoch (* 1974), deutsche Schriftstellerin und Übersetzerin
- Julia Schramm (* 1985), deutsche Autorin und Politikerin (Piraten, Linke)
- Julia Schruff (* 1982), deutsche Tennisspielerin
- Julia Seeliger (* 1979), deutsche Journalistin
- Julia Serda (1875–1965), österreichisch-deutsche Schauspielerin
- Julia Shaw (* 1987), deutsch-kanadische Rechtspsychologin und Autorin
- Julia da Silva-Bruhns (1851–1923), Mutter der beiden Schriftsteller Thomas und Heinrich Mann
- Julia Šimić (* 1989), deutsche Fußballspielerin
- Julia Stegner (* 1984), deutsches Fotomodell und Mannequin
- Julia Stemberger (* 1965), österreichische Schauspielerin
- Julia Stephen (1846–1895), englische Philanthropin und präraffaelitisches Modell
- Julia Stiles (* 1981), US-amerikanische Schauspielerin
- Julia Stinshoff (* 1974), deutsche Schauspielerin
- Julia Stoepel (* 1979), deutsche Synchronsprecherin, Schauspielerin, Regisseurin und Dialogbuchautorin
- Julia Stone (* 1984), australische Singer-Songwriterin
- Julia Stoschek (* 1975), deutsche Sammlerin zeitgenössischer Kunst
- Julia Sude (* 1987), deutsche Beachvolleyballspielerin
- Julia Sukmanova (* 1975), deutsche Opern- und Konzertsängerin, Intendantin der Kammeroper Bochum
- Julia Suslin (* 1937), russische Klavierpädagogin
- Julia Sweeney (* 1959), US-amerikanische Schauspielerin und Komödiantin

#### T
- Julia Taylor (* 1978), ungarische Pornodarstellerin
- Julia Thinius (* 1991), deutsche Fußballspielerin
- Julia Thurnau (* 1974), deutsche Schauspielerin
- Julia Tiedemann (* 1987), deutsche Politikerin und Mitglied in der Bremischen Bürgerschaft
- Julia Tsenova (1948–2010), bulgarische Komponistin, Pianistin und Musikpädagogin

#### U
- Julia Urban (* 1972), deutsche Schauspielerin

#### V
- Julia Viellehner (1985–2017), deutsche Triathletin, Langstreckenläuferin und Duathlon-Vizeweltmeisterin
- Julia Voss (* 1974), deutsche Kunstkritikerin und Wissenschaftshistorikerin
- Julia Voth (* 1985), kanadische Schauspielerin

#### W
- Julia Bracken Wendt (1868–1942), US-amerikanische Bildhauerin
- Julia Wegner (* 1967), deutsche Pop- und Schlagersängerin
- Julia Westlake (* 1971), deutsche Fernsehmoderatorin
- Julia Whelan (* 1984), US-amerikanische Schauspielerin
- Julia Willecke (* 1999), deutsche Werbeproduzentin, siehe Julia Beautx
- Julia Wissert (* 1984), deutsche Regisseurin und Theaterintendantin
- Julia Wolf (* 1980), deutsche Schriftstellerin

#### Z
- Julia Zahra (* 1995), niederländische Singer-Songwriterin
- Julia Zange (* 1983), deutsche Autorin und Schauspielerin
- Julia Ziffer (* 1975), deutsche Synchronsprecherin